# Nykøbing FC
Nykøbing FC – duński klub piłkarski z siedzibą w mieście Nykøbing Falster, grający w 3. division.

## Historia
Klub został założony w 1994 jako Nykøbing Falster Alliancen w wyniku fuzji drużyn B1901 i B1921. W latach 2006–2013 nosił nazwę Lolland-Falster Alliancen, a w 2013 zmienił ją na Nykøbing FC.
W 1995 klub przystąpił do rozgrywek 2. division, będących trzecim poziomem ligowym. W 1998 spadł z trzeciej ligi, do której powrócił w 2002. W 2003 wywalczył awans do 1. division. Trzy lata później spadł do 2. division, jednak w 2007 ponownie awansował na drugi poziom rozgrywkowy, na którym występował do 2009. Do drugiej ligi powrócił w 2016. Występował w niej w latach 2016–2020 oraz 2021–2023. W 2023 spadł do 2. division, a dwa lata później do 3. division.

## Reprezentanci kraju grający w klubie
| - Bjarne Goldbæk - Hans Ewald Hansen - Kurt Hansen - Valdemar Hansen - Gert Jørgensen - Clement Kafwafwa - John Kramer - Søren Larsen | - Ivan Lykke - Erik Nielsen - Morten Olsen - Knud Petersen - Poul Rasmussen - Henrik Skouboe - Jan Sørensen - Abdul Sule |